# Осташенко, Фёдор Афанасьевич

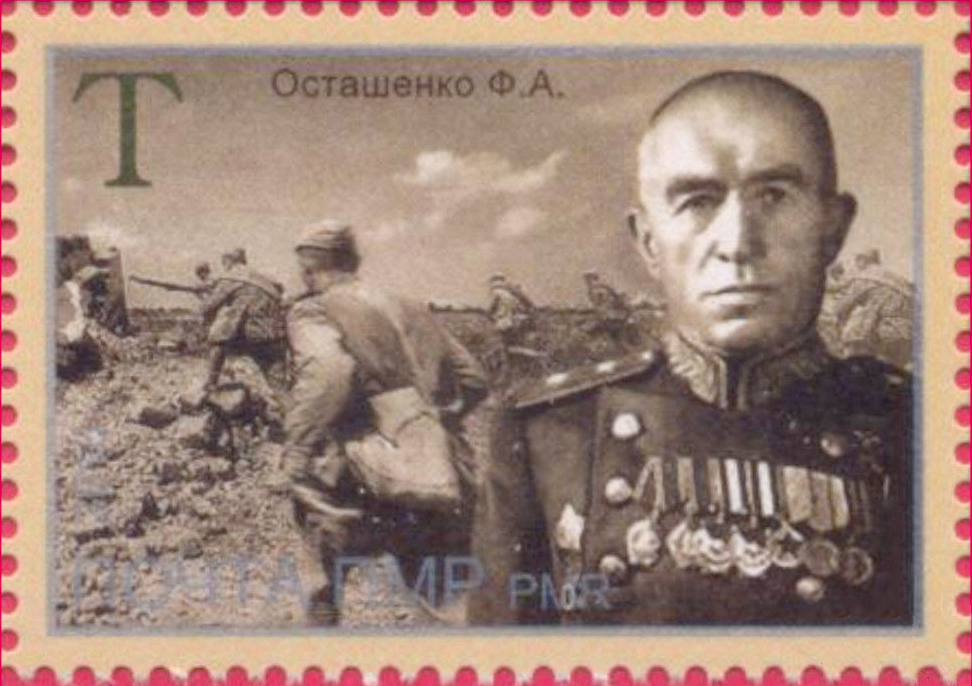
120 лет со дня рождения Ф. А. Осташенко, Почта Приднестровья, 2016

Фёдор Афанасьевич Осташенко (19 июня 1896 года, дер. Большая Любщина, Витебский уезд, Витебская губерния, ныне Витебский район, Витебская область, Белоруссия — 27 октября 1976 года, Москва) — советский военачальник, генерал-лейтенант (20 апреля 1945 года). Герой Советского Союза (28 апреля 1945 года).

## Начальная биография
Фёдор Афанасьевич Осташенко родился 19 июня 1896 года в деревне Большая Любшина ныне Витебского района Витебской области Белоруссии в многодетной (12 детей) семье крестьянина. С 8 лет работал пастухом, а в зимнее время учился и окончил сельскую школу и высшее начальное училище. С 1914 года жил в городе Седлец, где работал на железной дороге сторожем материального склада, с марта 1915 — конторщиком этого склада.

## Военная служба

### Первая мировая и гражданская войны
В августе 1915 года призван в ряды Русской императорской армии и направлен рядовым в Лейб-гвардии Петроградский полк. После обучения в запасном батальоне полка с июля 1916 года с полком воевал на Юго-Западном фронте Первой мировой войны. С февраля 1917 года вновь служил в запасном батальоне полка в Петрограде. В марте 1918 года был демобилизован.
В июле 1918 года призван в Красную Армию и направлен в Витебский уездный военкомат, где служил красноармейцем-писарем и инструктором-организатором. В мае 1919 года направлен красноармейцем-политбойцом в маршевый батальон в составе Витебского запасного полка, а в июле назначен на должность помощника командира взвода 84-го стрелкового полка (10-я стрелковая дивизия, 15-я армия, Западный фронт), после чего принимал участие в обороне Петрограда от войск генерала Н. Н. Юденича. В ноябре того же года Осташенко был направлен на учёбу на Смоленские пехотные курсы комсостава, после окончания которых в июне 1920 года назначен на должность командира взвода 2-го запасного полка, дислоцированного во Ржеве, а в июле — на должность адъютанта 4-го десантного отряда для бронепоездов Западного фронта. Находясь на этих должностях, принимал участие в боевых действиях в ходе советско-польской войны, за время которых был дважды контужен.

### Межвоенное время
С февраля 1921 года служил в составе Витебского территориального полка на должностях командира роты и начальника полковой команды, а с ноября — для поручений и адъютанта при командире частей особого назначения Витебской губернии.
С апреля 1922 года Осташенко находился под арестом в органах ГПУ Витебска «за незаконную выдачу двух отпускных билетов, чем способствовал дезертирству двух военнообязанных» и в октябре военным трибуналом был осуждён на 1 год условно, однако в декабре того же года освобождён из-под ареста, после чего состоял в распоряжении Витебского губернского военкомата.
В мае 1923 года уволен из рядов РККА, однако в июле того же года вновь призван в армию и направлен в 79-й стрелковый полк, дислоцированный в Витебске, где служил на должностях старшины и помощника начальника хозяйственной команды, помощника начальника пулемётной команды полка, помощника начальника и начальника полковой школы, помощника командира роты. В июле 1925 года назначен на должность командира роты 190-го стрелкового полка, дислоцированного в Смоленске.
В сентябре 1926 года Осташенко назначен на должность командира роты на повторных курсах среднего комсостава при Московской военной пехотной школе имени М. Ю. Ашенбреннера, где одновременно проходил обучение. После окончания учёбы в августе 1927 года вернулся в 190-й стрелковый полк, где служил на должностях командира роты и начальника полковой школы.
В апреле 1929 года назначен на должность командира батальона в 15-м стрелковом полку, дислоцированном в Полоцке. В марте 1931 года переведён в штаб Белорусского военного округа, после чего служил на должностях помощника начальника 3-го и 2-го секторов 2-го отдела, в марте 1933 года назначен на должность начальника этого отдела, а в феврале 1935 года — на должность начальника 2-го отделения 4-го отдела.
В декабре 1937 года направлен на учёбу на Высшие стрелково-тактические курсы усовершенствования комсостава «Выстрел», после окончания которых в сентябре 1938 года назначен на должность помощника командира 52-й стрелковой дивизии, дислоцированной в Мозыре, в сентябре 1939 года — на должность коменданта Мозырьского укреплённого района, а в сентябре 1940 года — на должность заместителя командира 6-й стрелковой дивизии 28-го стрелкового корпуса 4-й армии Белорусского особого военного округа.

### Великая Отечественная война
С началом войны находился на прежней должности. Свой первый бой принял на рассвете 22 июня под Брестом. 6-я стрелковая дивизия вела тяжёлые оборонительные боевые действия на брестском и бобруйском направлениях в ходе Белостокско-Минского оборонительного сражения Западного фронта. Полковник Осташенко возглавил часть дивизии, которая после чего наряду с 14-м механизированным корпусом принимала участие в контрударе советских войск под Брестом 24 июня, в результате чего попал в окружение, из которого успешно вышел 6 июля. В результате понесённых потерь в начале июля дивизия была выведена в резерв Западного фронта и после доукомплектования вела оборонительные боевые действия на левом берегу реки Сож в районе Пропойска. После гибели 1 августа командира дивизии М. А. Попсуй-Шапко Осташенко принял командование дивизией на себя.
В сентябре назначен на должность командира формирующейся 368-й стрелковой дивизии (Сибирский военный округ, Тюмень).
В июне 1942 года направлен на учёбу на ускоренный курс при Высшей военной академии имени К. Е. Ворошилова, после окончания которого в декабре того же года назначен на должность командира 47-й гвардейской стрелковой дивизии 5-й танковой армии Юго-Западного фронта, которая принимала участие в боевых действиях в ходе Сталинградской битвы, в окружении войск противника западнее Сталинграда, а в начале 1943 года — в Ворошиловградской операции. Затем дивизия была передана в 12-ю армию того же фронта и участвовала в Донбасской наступательной операции и в Нижнеднепровской наступательной операции.
В декабре 1943 года назначен на должность командира 57-го стрелкового корпуса, который входил в 37-ю и 53-ю армии 2-го Украинского фронта, а в январе 1944 года передан на 3-й Украинский фронт. Корпус принимал участие в наступательных боевых действиях на криворожском направлении, а затем в Корсунь-Шевченковской, Никопольско-Криворожской, Березнеговато-Снигиревской, Одесской, Ясско-Кишинёвской, Бухарестско-Арадской, Дебреценской и Будапештской наступательных операциях, отличившись при освобождении городов Тирасполь, Арад, Эгер, Мако, Баттонья и других на территории Украины, Чехословакии и Венгрии.
Особенно успешно корпус под командованием генерал-майора Ф. А. Осташенко наступал осенью 1944 года в ходе Дебреценской и Будапештской наступательных операций. Так, в октябре 1944 года он с боями прошёл 165 километров по Венгрии, занял 144 населённых пункта и с боем форсировал реку Тиса. 7 ноября 1944 года корпус вторично форсировал Тису на другом направлении и уже к 11 ноября овладел плацдармом до 30 километров в глубину. При этом было занято 20 населенных пунктов. Всего с за период непрерывных наступательных боёв с 16 сентября по 11 ноября 1944 года силами корпуса уничтожено до 20 000 солдат и офицеров противника, 90 танков и иных единиц бронетехники, 92 артиллерийских орудия, 104 миномёта, сбито 7 самолётов, много иного вооружения. Были захвачены огромные трофеи. За эти подвиги 19 января 1945 года командир корпуса был представлен к званию Героя Советского Союза.
Указом Президиума Верховного Совета СССР от 28 апреля 1945 года за образцовое выполнение боевых заданий командования на фронте борьбы с немецко-фашистскими захватчиками и проявленные при этом мужество и героизм, генерал-майору Фёдору Афанасьевичу Осташенко присвоено звание Героя Советского Союза с вручением ордена Ленина и медали «Золотая Звезда» (№ 3767).
19 марта 1945 года назначен на должность командира 25-го гвардейского стрелкового корпуса 7-й гвардейской армии 2-го Украинского фронта, который принимал участие в боевых действиях в ходе Братиславско-Брновской и Пражской наступательных операций, в том числе в освобождении городов Сенец и Братислава.

### Послевоенная карьера

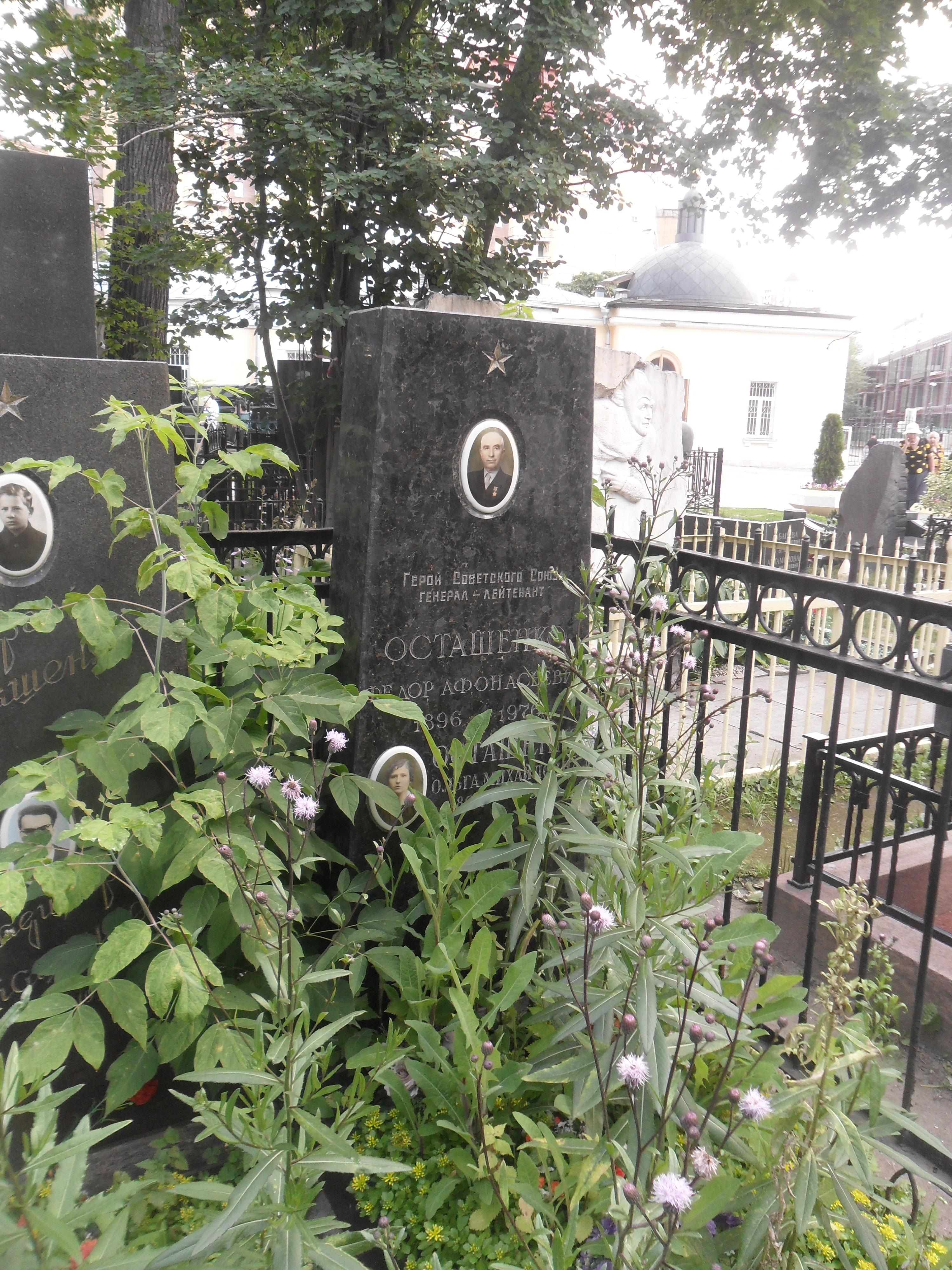
Могила Осташенко на Ваганьковском кладбище Москвы.

После окончания войны находился на прежней должности до марта 1947 года. Корпус сначала был включен в Южную группу войск и дислоцировался в Венгрии, в июле 1946 года был переведён в Запорожье. Затем он был расформирован, а Ф. А. Осташенко направлен на учёбу на Высшие академические курсы при Высшей военной академии имени К. Е. Ворошилова. Окончил курсы с отличием в апреле 1948 года. В июне того же года назначен на должность старшего преподавателя этой же академии. В декабре 1951 года ему присвоено право окончившего эту академию.
Генерал-лейтенант Ф. А. Осташенко в октябре 1956 года был уволен в отставку. Умер 27 октября 1976 года в Москве. Похоронен на Ваганьковском кладбище (1 уч.).

## Воинские звания
- Полковник (1935);
- Генерал-майор (20 декабря 1942 года)[5];
- Генерал-лейтенант (20 апреля 1945 года).

## Награды
- Медаль «Золотая Звезда» Героя Советского Союза (28.04.1945);
- Два Орден Ленина (21.02.1945[6], 28.04.1945);
- Три ордена Красного Знамени (07.05.1943, 03.11.1944[6], 1948[6]);
- Орден Суворова 2-й степени (19.03.1944);
- Орден Отечественной войны 1-й степени (26.10.1943);
- Медали СССР;
- Медаль Чехословакии.
- Почётный гражданин города Братислава — столицы Словакии.
- Почётный гражданин города Тирасполь (1969)[7].
- Почётный гражданин города Сураж Витебской области (Белоруссия).

## Сочинения
- Осташенко Ф. А. Незабываемые дни. // В сб.: Буг в огне. — Минск: «Беларусь», 1965. — 528 с. — Тираж 30 000 экз. — С.135-146.

## Память
- В городе Тирасполь в честь генерала Осташенко названа одна из городских улиц (1977)[8].